# Wang Yaping
Wang Yaping (Yantai, Shandong; 27 de enero de 1980)[cita requerida] es una piloto militar y astronauta china. Wang fue la segunda mujer astronauta nombrada por la CNSA, y la segunda mujer china en el espacio.

## Carrera
Wang es capitana en la Fuerza Aérea del Ejército Popular de Liberación.
Fue candidata para la misión espacial Shenzhou 9 en 2012. Sin embargo, se seleccionó a Liu Yang para la histórica misión de la primera mujer china en viajar al espacio. Wang fue miembro de la tripulación de reserva SZ-9.
Wang se convirtió en la segunda mujer astronauta china como miembro de la tripulación de la nave espacial Shenzhou 10, la cual orbitó la Tierra en junio de 2013, y de la Tiangong-1 orbitando la estación espacial en la que atracó. Fue la primera persona de la tripulación en ser anunciada, en abril, mientras que el resto de la tripulación fueron anunciados en junio. Wang Yaping fue una de las dos mujeres en el espacio para el 50.º aniversario del Vostok 6, el primer vuelo espacial por una mujer, Valentina Tereshkova. La otra mujer en el espacio, el 16 de junio de 2013, fue Karen Nyberg, una astronauta estadounidense a bordo de la Estación Espacial Internacional. Mientras estaba a bordo del Tiangong-1, Wang llevó a cabo experimentos científicos y enseñó una lección de física a los estudiantes chinos a través de una emisión en directo por la televisión.

## Controversia
De acuerdo con el informe oficial de Shenzhou 10, la fecha de nacimiento de Wang Yaping se afirma que es en enero de 1980, la cual es incongruente con la del informe de Shenzhou 9. En el informe previo, su fecha de nacimiento era abril de 1978.
a 